# Nikołaj Żukow

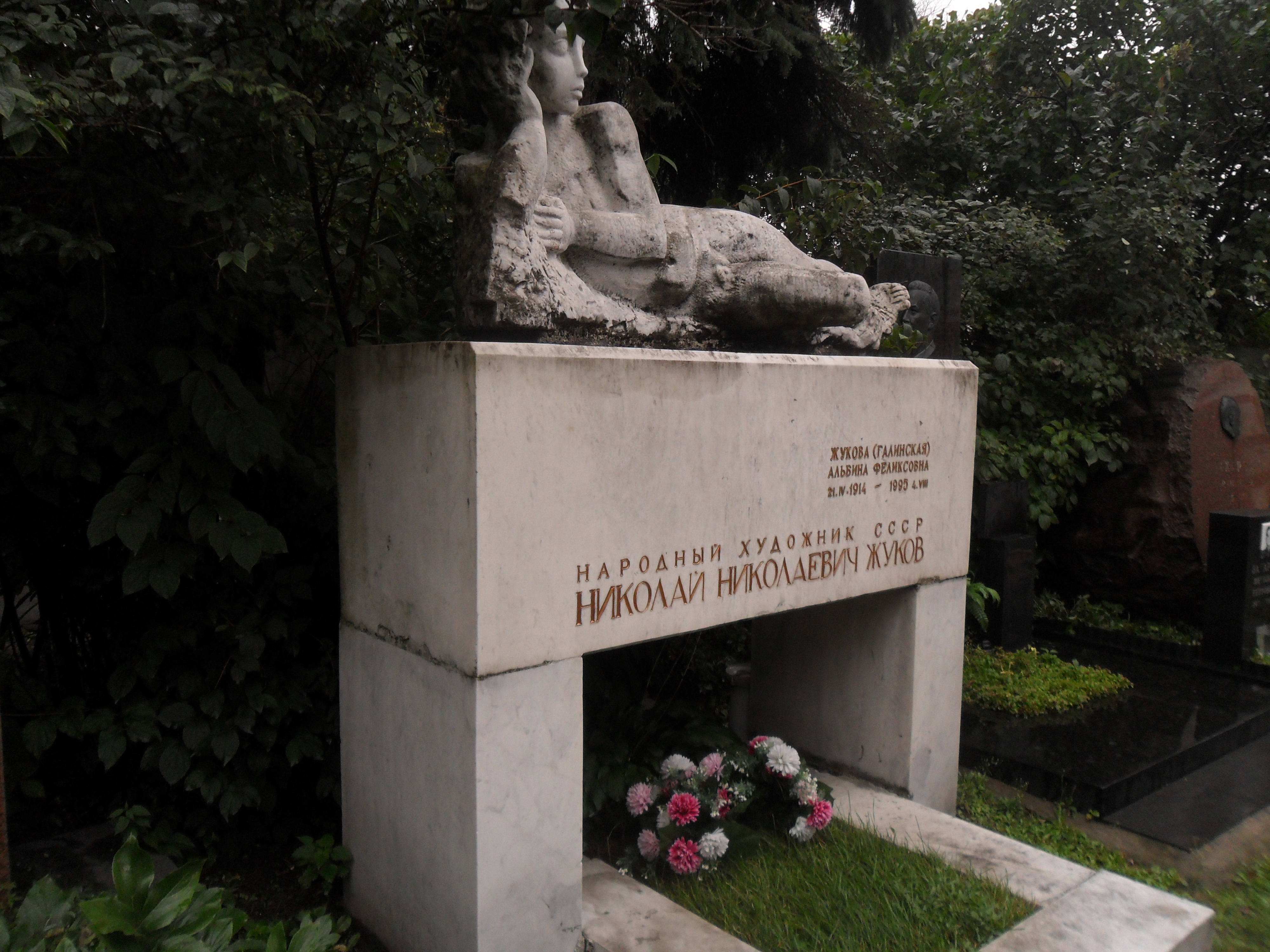
Grób Nikołaja Żukowa na Cmentarzu Nowodziewiczym w Moskwie

Nikołaj Nikołajewicz Żukow (ros. Николай Николаевич Жуков; ur. 19 listopada?/2 grudnia 1908 w Moskwie, zm. 24 września 1973 tamże) – rosyjski grafik i ilustrator. Dwukrotny laureat Nagrody Stalinowskiej (1943, 1951).

## Nagrody i odznaczenia
- Order Lenina (1967)
- Order Czerwonego Sztandaru Pracy (1962)
- Nagroda Stalinowska (1943, 1951)